# Domenico Guardi
Pour les articles homonymes, voir Guardi.
Domenico Guardi (baptisé au Val di Sole dans le Trentin-Haut-Adige,  le 22 mai 1678, nee à Mastellina et mort à Venise le 16 octobre 1716) est un peintre italien (vénitien) de la fin du XVIIe et du début du XVIIIe siècle de style rococo. 

## Biographie
Premier personnage des Guardi, famille vénitienne de peintres rococo. 
Il eut pour fils aîné Gianantonio Guardi (1699–1760) qui à la mort de son père prend la direction de l'atelier et dirige ses frères, Nicolo Guardi et Francesco Guardi. Sa fille Cecilia Guardi née en 1702 épouse le peintre Giambattista Tiepolo (1696-1770) en 1719.

## Œuvres

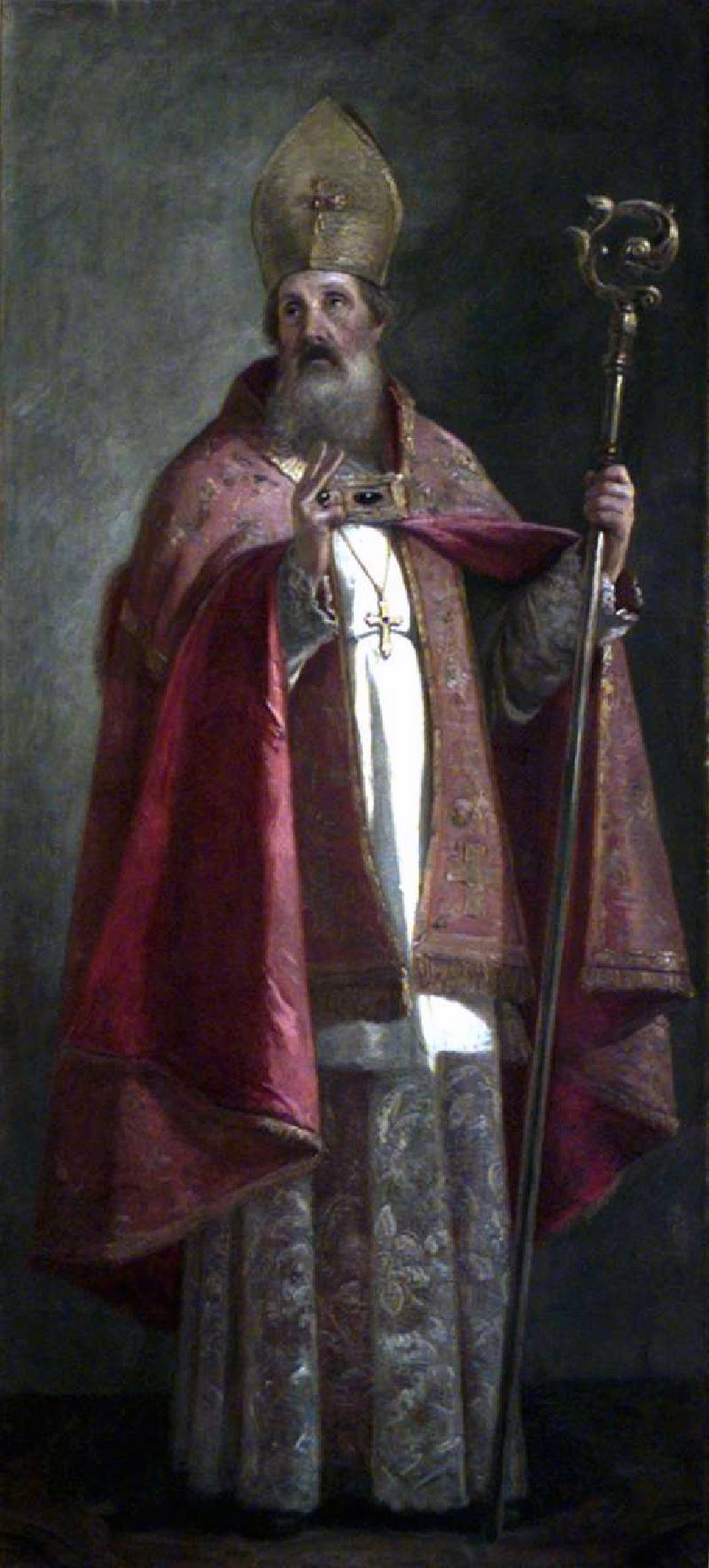
San Zenone évêque